# Tiburcio Pérez de Castañeda y Triana
Tiburcio-Ángel Pérez Castañeda Triana, I marqués de Las Taironas (8 de octubre de 1856, Pinar del Río, Isla de Cuba - 26 de noviembre de 1939, La Habana). También conocido como Tiburcio Castañeda. Hijo del coronel José Pérez Castañeda García (Isla de La Palma, Canarias) y de Paula-María Triana Mederos (Isla de Cuba), casados en Güira de Melena (Cuba) en 1844. Médico, abogado, profesor, político, periodista y empresario español de Cuba, antes de su independencia.

## Formación
Fue el sexto de nueve hermanos y sus primeros años los pasó en las fincas de la hacienda familiar, dedicada al negocio del tabaco.
Curso sus primeros estudios como seminarista mayor del Real Seminario de Vergara y en el Instituto Provincial de Segunda Enseñanza de Guipúzcoa (1866-1871). Posteriormente se graduó en Medicina en Madrid (1877) y París (1882), y Derecho Civil y Canónico en Barcelona (1881). También Cirugía en Madrid (1879) y en Londres, donde ingresó como miembro del Royal College of Surgeons of England (1881). También consta que asistió a las universidades de Berlín y Colonia. En la Real y Literaria Universidad de La Habana homologó los títulos de graduado y doctorado en Medicina (1882,1886) y los de Derecho Civil y Canónico (1884), además de graduarse también en Derecho administrativo (1886).

## Vida profesional
Como político fue senador por Burgos (1905-1907) y Huesca (1910-1911), y Diputado a Cortes por Pinar el Río (1891-1892; 1893-1896 y 1896-1898) y por Huesca (1907-1910). Como académico y periodista fue profesor de las facultades de Medicina (con cuatro asignaturas) y Derecho (idem), en la Universidad de La Habana  y articulista ocasional en la Gaceta de Colonia (Kolnische Zeitung, Alemania), y de política internacional en el Diario de la Marina (Cuba). También codirigió y participó en la revista de ciencias, filosofía y letras El Eco de Cuba (1886-1888). Entre sus publicaciones destacaron: "Programa de las lecciones de Medicina Legal y Toxicología" (1886); "Historia y crítica de la antigua doctrina de los estatutos y principios que los sustituyen en el derecho internacional moderno"(Medalla de oro del Colegio de Abogados de La Habana, en 1889) (1891, 2010); "El problema colonial contemporáneo", como coautor (1895, 1998) y "La explosión del Maine y la guerra de los Estados Unidos con España (1925). El impacto y la importancia de esta última obra, tan reveladora, no pasó desapercibida ni a los servicios secretos americanos ni a la familia real española, que siempre tuvo en gran estima la lealtad y servicio patriótico de su autor.
Como empresario y promotor filantrópico consiguió para su provincia natal, Pinar del Río, la conexión por ferrocarril con La Habana (1894), también unir por mar ese territorio occidental con Cabo Catoche (México), además de su apoyo financiero para la mejora de las calles de la ciudad y la ampliación del Hospital Civil local. Entre sus aportaciones a la ciudad de La Habana destacan la electrificación soterrada urbana como la de sus tranvías; también el abastecimiento de agua, con su aportación a la canalización de los manantiales de Vento (Acueducto Albear). Además, también ejecutó la compra y difusión de los ferrocarriles de Sagua, Caibarién y Cienfuegos. En España, pudo transportar y regalar a la Escuela de La Moncloa, en Madrid (1901-2), una muestra variada de la propia ganadería del rey Eduardo VII del Reino Unido. También en la capital española colaboró cediendo su residencia privada, de la calle Serrano, a la representación de la Familia Real rusa, asistente a la boda de Alfonso XIII de Borbón con Victoria Eugenia de Battenberg (1906), en la persona de Vladimiro Alexandrovich de Rusia (bisabuelo de María Vladímirovna Románova, nacida en Madrid). Además, pudo ampliar y mejorar la biblioteca privada que heredó de su amigo el periodista, académico y político Emilio Castelar, devolviendo al Museo del Ejército una pieza de gran valor artístico, de esa herencia, que el cuerpo de Artillería le había regalado a Castelar en 1876.
Durante la Primera Guerra Mundial, participó en Rusia en una misión sanitaria de médicos ingleses para combatir el tétanos del ejército moscovita (1916-1917), con "éxito satisfactorio", según declararía el General Korniloff. De su apoyo periodístico a la nación francesa durante la Gran Guerra recibió la Legión de Honor, mientras que de la Rusia zarista de Nicolás II, las condecoraciones de San Wladimiro, San Estanislao y Coronel Ruso honorario. También recibió del Reino Unido la condecoración de médico ad-honorem del Rey de la Gran Bretaña y de Italia la orden de comendador de la Corona de Italia (1928)  Una Real orden, a propuesta de la Junta Nacional del Comercio Español en Ultramar, le concedió en 1929 la medalla de oro de Ultramar. El rey Alfonso XIII de España, en recompensa a sus méritos, le concedió en 1929 el Marquesado de las Taironas.

## Familia y descendencia
De su amplia y extensa familia, destacaron dos sobrinos suyos, hijos de su hermana Teresa-Domitila Pérez Castañeda Triana, casada con el I conde de Galarza, Vicente Galarza y Zuloaga, se trata de Julio Galarza y Pérez Castañeda, II conde de Galarza y Vicente Galarza y Pérez Castañeda, I vizconde de Santa Clara, dedicados a la política y al mundo académico, respectivamente. Tiburcio Pérez Castañeda falleció el 26 de noviembre en 1939 en su residencia habanera de la calle del Sol n.º 313, sin descendencia del matrimonio que había celebrado en Madrid con Manuela Lemaur y Beltrán de Santa Cruz, y fallecida prematuramente en su residencia veraniega del n.º 3, de la Avenida de San Sebastián, Guipúzcoa, el 11 de agosto de 1899.
Le sucedió en el Marquesado de las Taironas su sobrino nieto, Salvador Pérez Castañeda y Pérez Piquero, II marqués de las Taironas, nacido en La Habana en el año 1918. Estudió Derecho y tras la Revolución cubana de 1959 se exilió en EE. UU., residiendo en Florida donde simplificó su nombre y pasó a llamarse Salvador Castañeda. Fue presidente de la Antillean-American Trading Corporation. Falleció sin descendencia en Miami en el año 2006.